# Штепа Антон Гнатович
Анто́н Гна́тович Ште́па (22 листопада 1903, Сваричівка — 20 квітня 2005) — майстер дерев'яної скульптури, член Спілки художників України (1971), лауреат Премії імені Катерини Білокур (1992) та Літературно-мистецької премії імені Олекси Стороженка, кавалер Ордену «За заслуги» ІІІ ступеня.

## Життєпис
Штепа Антон Гнатович родом з с. Сваричівки на Чернігівщині. З ранніх років виявив неабиякий хист до майстрування. Батько вчив його грамоти і Антон у 9 років пішов до школи. У 16 років вже був гарним кравцем, ремонтував годинники, швейні машинки, виготовляв із монет обручки, у фотоапарат заглядав і у радіо. Сам добре грав на багатьох музичних інструментах і навчав приятелів. Далі почав сам виготовляти інструменти: скрипки, балалайки, мандоліни, контрабас, барабан, ліри. У 1926 сконструював першу в селі функціональну модель парової машини. Почав займатися різьбою, вирізьбив кілька сюжетів до творів Т.Шевченка та його портрет, а також інші роботи.
Самотужки освоїв гру на лірі. І часто виступав граючи на лірі, скрипці, гармошці. Згодом його твори поповнили музеї Чернігова, Канева, Києва, Ічні, Батурина, Качанівки.
Штепа Антон Гнатович автор дерев'яних скульптурних композицій і барельєфів з життя українського народу: «Ішов кобзар до Києва та й сів спочивати» (1966), «Наймичка», «Лірник», «Тарас Бульба», «Жнива», «Молотьба», «Випив чарочку, не більше», портрет І. Котляревського тощо.
Дві роботи А.Штепи увійшли до унікального видання початку 1970-х років — книги «Народні перлини». Важливою подією в житті митця став вихід у світ альбому «Антон Штепа» (видавництво «Мистецтво», 1986) за упорядкуванням і з передмовою М. Я. Куницької. До 85-літнього ювілею А. Г. Штепі присвоєно звання заслуженого художника України, а до 90-ліття — народного художника України. Ічнянською кіностудією «Сівач» про нього відзнято два фільми («Чародій» (1972) та «Людина і дерево» (1980), режисер Станіслав Маринчик). Його образ увічнено скульптором Оленою Молдаван та художником Петром Ганжею.
1983 у Чернігівському історичному музеї були виставлені його твори, зібрані з різних музеїв України.
Багато творів, як народний митець-різьбяр та художник, присвятив лірникам та кобзарям.
23 листопада 2003 в будинку ветеранів сцени в Києві відзначено 100-річний ювілей народного умільця, лірника, музики Антона Штепи. Про цікаве повне пригод прожите життя і творчість А.Штепи маємо багато публікацій в окремих виданнях (книгах) — понад 20, в часописах, газетах — близько 30, в журналах — близько 20, а також в 15 каталогах. Він вів щоденник і опублікував кілька своїх дописів в часописах.
22 листопада 2013 року, з нагоди 110-річчя від дня народження Антона Штепи, було відкрито меморіальну дошку на будинку різьбяра у с. Сваричівка.

## Твори
- Штепа А. Про голодомор. // Зірка. — 1993, 8 жовтня. — С.1;
- Штепа А. На благо Вітчизни (Про передачу місячної пенсії в фонд миру). // Трудова Слава. — 1984. — 17 січня, — С.4;
- Штепа А. Мене вбивали серед білого дня… // Гарт. No16, 1995, 14 квітня. С.1.

## Відгуки
«Антон Штепа та його дружина Маруся були найкращими людьми у моєму житті. Вони вміли любити по-справжньому. Також їх син Анатолій /на фото, де коза танцює/. З великою тугою за ними» — Олеся Штепа.